# Maskerad
För andra betydelser, se Maskerad (olika betydelser).

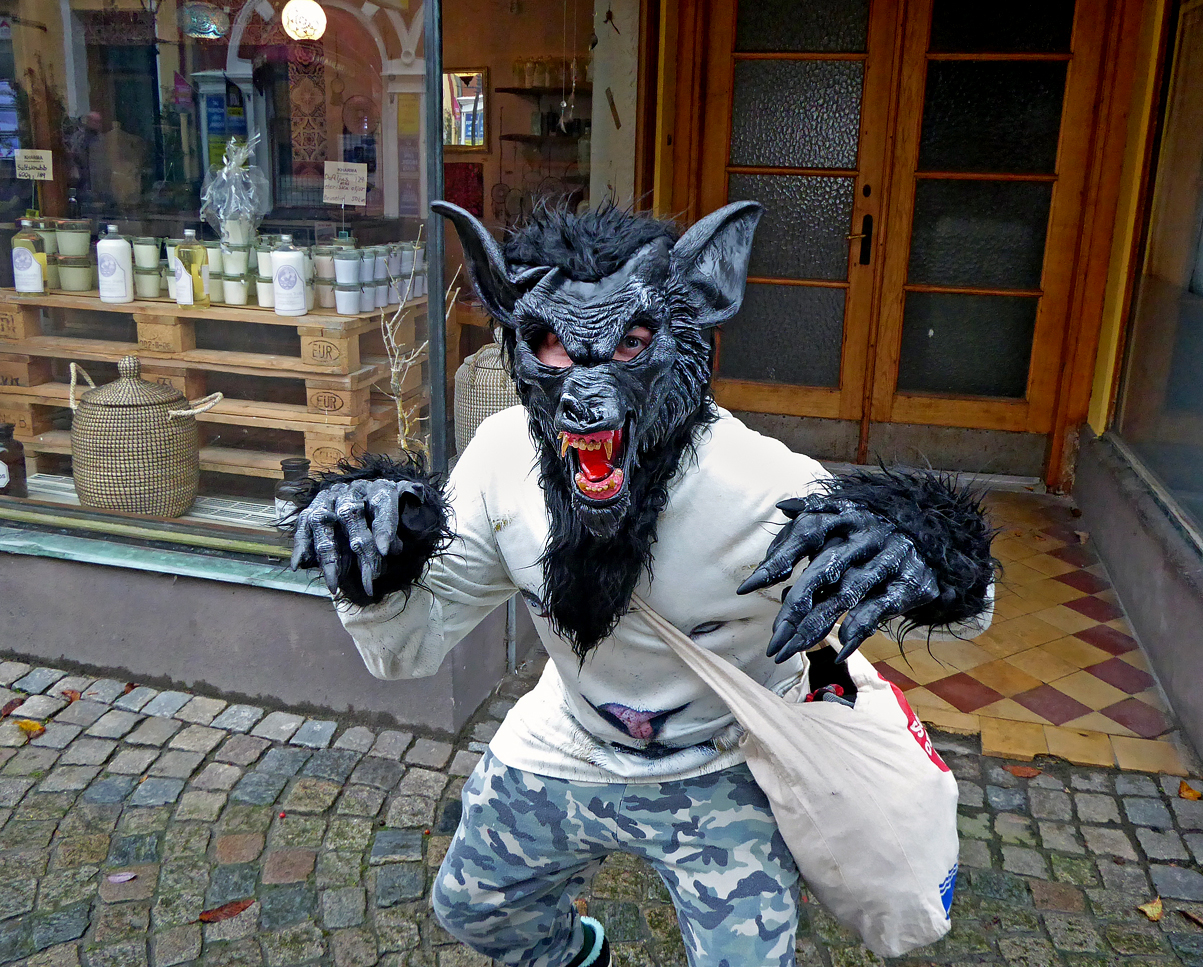
En pojke på väg till Maskerad i Ystad 2017.

En maskerad är en festlighet under vilken gästerna klär ut sig på olika sätt. Det är sedvanligt att man döljer delar av eller hela ansiktet.

## Ursprunget
Masker och utklädnader användes i forna tider som skydd mot onda makter – en anskrämlig mask gav brukaren fördel, eftersom den fick motståndaren att ta ett steg tillbaka. Dansare med masker utförde rituella och rytmiska rörelser i samma syfte. I det gamla Grekland och i Romarriket hängdes fula masker upp i träden för att skydda fastigheten från demoniska attacker. Döda människor har i flera kulturer försetts med ansiktsmasker för att på sin väg till dödsriket skyddas från demoner.
Maskeringen kunde också ge en känsla av identitetsbyte. Bäraren vågade göra opassande handlingar och halvt förbjudna saker utan att till fullo behöva ta ansvar. I det medeltida Venedig hände det att fattiga och rika tillfälligt bytte kläder och imiterade varandras beteenden.

## Överklassnöje
Som överklassnöje spreds maskeraderna via Frankrike till Norden. Hovfesterna byggdes ut under drottning Kristinas tid. Hennes påkostade kostymbaler blev omtalade. Belysningen som bestod av vax- och talgljus gav stora möjligheter för de adliga ungdomarna att utforska varann på ett sätt som annars inte på långa vägar var tillåtet. Under Gustav III:s tid infördes dominomaskeraderna på slottet. Herrarna hade svarta masker som dolde deras identitet, den svarta fotsida sidenkappan kunde skapa spännande situationer på dansgolvet och i mer undanskymda skrymslen.
Sedlighetens väktare var förstås inte nöjda, så både riksrådet och kyrkan hade åsikter som inte var till båtnad för de nöjeslystna.
Under 1600- och 1700-talens Europa var masken en förhållandevis vanlig accessoar för modemedvetna, som följde det franska och det italienska modet. I Sverige huvudsakligen till fest, men i vissa medelhavsländer även till vardags. Likt nutidens moderiktiga solglasögon var modemaskernas syfte att utstråla spänning, anonymitet och en moderiktig attraktion. Under maskmodets glansdagar bars klassiska maskmodeller som exempelvis "Larva", "Bauta" och "La Moretta". Modellerna var avsedda för olika bärare där till exempel "La Moretta" bars av unga ogifta kvinnor och "Larva" bars av män och i viss mån även gifta kvinnor.
Det traditionella maskmakaryrket hade sitt centrum i Venedig, men yrket fick inget riktigt fäste i Sverige. I skånska Höganäs finns Sveriges enda klassiska maskmakeri, Ateljé von Werder, öppet för allmänheten att betrakta klassiska modeller och maskmakaren Gunilla von Werder i arbete.
Modemaskmakeriet var i början ett manligt yrke, men vartefter modet och efterfrågan växte så släpptes kvinnor in. Yrket jämställdes med perukmakare och kan beskrivas som en blandning av konsthantverkare och modist.